# 汪果
汪果（1884年—1958年），字寰父、環甫，改名楊寶，江蘇省元和縣人，北洋大學學生，札幌農學專門學校畢業生，日本東京帝國大學農科大學農藝化學科畢業生，農學士，宣統二年農科進士。其父汪鳳梁是光緒十六年進士。

## 生平
宣統二年(1910年)九月二日，內閣奉上諭：汪果著賞給農科進士。
宣統三年(1911年)，授職翰林院檢討。
歷任留日學生監察員，蘇州農業學堂監督。
民國元年（1912年），江蘇都督府外交司總務科長。
民國元年（1912年）8月24日，任農林部技正。
民國2年（1913年），任北京高等師範學校農學教員，11月22日，暫行代理農林部農事試驗場。
民國3年（1913年）1月9日，任農商部技正。
民國3年（1914年）1月14日，派管理農商部農事試驗場事務。
民國3年（1914年）2月9日，派農商部籌備賽會事務委員會委員。
民國4年（1915年）6月10日，派管理農事試驗場場長。
民國4年（1915年）7月27日，授少大夫。
民國4年（1915年）12月21日，派農商部農林司第三科科長。
民國6年（1917年）11月3日，任農商部司長。
民國6年（1917年）11月7日，派農商部漁牧司司長。
民國12年（1923年）1月11日，進敍農商部二等第二級俸司長。
民國12年（1923年）3月5日，派修訂農商法規委員會委員。
民國12年（1923年）5月7日，調充農商部農林司司長。
民國13年（1924年）2月25日，兼充農商部憲政實施籌備委員會委員。
民國13年（1924年）3月3日，調派農商部漁牧司司長。
民國13年（1924年）5月22日，任安徽實業廳廳長。
民國14年（1925年）2月25日，懇請辭職安徽實業廳廳長。
民國14年（1925年）9月23日，署理駐橫濱總領事。
中央大學外國文學系教授。
民國20年（1931年）8月22日，派國民政府外交部條約委員會委員。
1953年，任江蘇省文史研究館館員。